# Юлдашев, Шавкат Мухитдинович
Шавкат Мухитдинович Юлдашев (узб. Shavkat Muxitdinovich Yoʻldoshev; род. 20 сентября 1943, Наманган, Наманганский район, Наманганская область, Узбекская ССР, СССР) — советский и узбекский государственный и партийный деятель.

## Биография
Родился в Намангане Узбекской ССР, ныне Узбекистан.
Окончил среднюю школу в 1961 году, работал слесарем-ремонтником на Наманганской прядильно- ткацкой фабрике «Пятилетка».
В 1964—1969 годах учился в Московском энергетическом институте. Работал старшим инженером Научно-исследовательского института электроники Академии наук Узбекистана.
C 1970 года — мастер цеха, старший диспетчер, старший инженер — оператор производственного объединения «Электротерм», затем — начальник производства, главный инженер электромеханических мастерских, директор предприятия «Намангансвет».

### Политическая деятельность
В 1973 году вступил в КПСС.
C 1974 года на партийной работе в Намангане: инструктор, заместитель заведующего, заведующий отделом Наманганского обкома партии, председатель исполкома Советского районного совета, заместитель председателя Наманганского облисполкома. В 1980 году окончил Академию общественных наук при ЦК КПСС. В том же году защитил диссертацию на соискание учёной степени кандидата экономических наук по теме: «Планирование роста производительности труда (на материалах промышленности)».
C 1984 года — первый секретарь Наманганского горкома Компартии Узбекистана. В 1985-1987 гг. — инструктор отдела организационно-партийной работы ЦК КПСС.
C 1987 года — второй секретарь Сырдарьинского обкома компартии, с 1988 года — первый секретарь Ферганского обкома. Одновременно, с марта 1990 года — председатель Ферганского областного совета народных депутатов.
Весной 1989 года избран народным депутатом СССР от Маргиланского национально-территориального избирательного округа № 124 Узбекской ССР
В марте 1990 года был избран председателем Ферганского областного совета, а в июне — председателем Центральной Контрольно-ревизионной Комиссии Компартии Узбекистана.
Делегат XIX Всесоюзной партконференции и XXVIII съезда КПСС. В 1990—1991 — член Центральной контрольной комиссии КПСС, член Президиума ЦКК КПСС.
12 июня 1991 года тайным голосованием Верховный Совет Узбекистана (ныне — Олий Мажлис) избрал его своим председателем. В 1993 году отправлен в отставку. Во многих источниках его называют первым председателем Верховного Совета независимого Узбекистана, но это не так. Первым председателем Верховного Совета независимого Узбекистана, когда была провозглашена Декларация независимости Узбекистана 20 июня 1990 году, был Мирзаолим Иброхимов.

## Семья
Жена Дильбар — преподаватель. Имеет дочь и трех сыновей.